# José Franchy y Roca
José Franchy y Roca (Las Palmas de Gran Canaria, 24 de abril de 1871-Ciudad de México, 8 de noviembre de 1944) fue un político español, destacado líder del republicanismo federal tanto en sus Canarias natales como en toda España.

## Biografía
Nació en Las Palmas de Gran Canaria el 24 de abril de 1871.
Abogado y periodista de profesión, Franchy y Roca fundó, en 1902, la rama del Partido Republicano Federal en Canarias y la Federación Obrera Canaria. En su faceta como periodista fundó los periódicos Las Efemérides (1899) y El Tribuno (1903), este último como órgano de difusión de su partido político.
En sus orígenes políticos, fue un firme defensor de los derechos de la clase obrera, que organizó los gremios para la reivindicación laboral, principalmente el de trabajadores portuarios, quienes promovieron en 1910 la primera huelga acaecida en el Puerto de La Luz. Años más tarde adquiriría, en nombre de la Sociedad de Obreros del Carbón, un solar en el barrio de La Isleta para construir la Casa del Pueblo. La edificación se comenzó a levantar en 1913 y en 1936 fue volada con explosivos por los militares franquistas durante la sublevación que dio origen a la guerra civil española.
Acuciado por una difícil situación económica, Franchy Roca decide trasladarse a la España peninsular, asentándose en Madrid. Allí se presentó a unas oposiciones para secretario de Gobierno de la Audiencia Territorial de Sevilla, plaza que obtuvo en 1915.
En 1931, siendo secretario de gobierno de la Audiencia Territorial de La Coruña fue elegido diputado por Las Palmas y poco después, en julio de 1931, fue designado fiscal general del Estado, cargo del que dimitiría años más tarde, tras aprobarse por las Cortes Constituyentes la Ley de Defensa de la República. 
En el debate de la Constitución de 1931 fue el portavoz de la minoría federal, y defendió el término República Federal en lugar de Estado integral, porque él no veía entre ellos sensibles diferencias, aunque reconoció que en ese momento no era posible hacer "una Constitución, plena y absolutamente federal".

Porque ¿qué es el Estado integral constituído por regiones, con más o menos autonomía, sino lo que nosotros, en liso y claro castellano, llamamos Estado federal, constituido por regiones autónomas. (...) Ahora bien; nosotros no podemos menos de reconocer que la realidad española no nos permite en este instante hacer una Constitución federal... porque habría que tener constituidas previamente las regiones autónomas que habrían de formarla. Claro está que estas Cortes Constituyentes no pueden hacer esa determinación de regiones, porque la doctrina plenamente democrática de la federación exige que ésta se forme de abajo arriba y no de arriba abajo. (...) No hay hasta este momento más que una región que haya manifestado su voluntad de una manera completa, que es Cataluña, cuyo estatuto está ya presentado a las Cortes para su discusión

Asimismo, frente a la propuesta del proyecto de una sola Cámara para las Cortes, defendió la bicameralidad, porque 

el Senado, en la República federativa... es una Cámara que viene a representar a las distintas regiones, para examinar y resolver los conflictos que entre ellas y el Estado puedan surgir, ampliada, además, esta Cámara a la representación corporativa de los Sindicatos profesionales y sus federaciones

En la misma intervención del debate de totalidad del proyecto de Constitución definió lo que él entendía por federalismo o más exactamente "federación":

La federación es un sistema de organización política mediante el cual los diversos grupos humanos, autónomos en lo que a su vida propia, peculiar, se refiere, se asocian y coordinan en organismos más extensos para el cumplimiento de los fines que les son comunes. Es decir, que no solamente es aplicable a la unión de distintos Estados nacionales, sino igualmente a la reorganización de Estados constituídos por otros istemas, en los cuales se quiera llegar a la expresión verdadera de la democracia

Manuel Azaña, en su segundo mandato como presidente del Consejo de Ministros en 1933, designó a Franchy y Roca para dirigir el Ministerio de Industria y Comercio, sin embargo su mandato sería breve ya que sólo permaneció tres meses en el cargo, regresando a Gran Canaria. 
Iniciada la Guerra Civil, Franchy y Roca se exilió a México, donde falleció el 7 de noviembre de 1944. Sus restos mortales fueron trasladados en 1976 a su ciudad natal de Las Palmas de Gran Canaria, donde se dio su nombre a una de sus calles en su memoria.